# World Club Challenge
El World Club Challenge (en español Desafío Mundial de Clubes) es una competencia anual de Rugby League entre los ganadores del NRL y la Super League. El primer partido de este tipo se jugó en 1976, pero no se convirtió en un torneo regular hasta finales de la década de 1980, durante la época de la Guerra de la Super League el torneo igual fue interrumpido
El World Club Challenge es un partido entre los campeones de la NRL y la Super League, es posible que equipos de Nueva Zelanda, Francia, Canadá y Gales puedan competir, pero hasta el momento solo han participado equipos de Inglaterra y Australia.

## Historia

### 1976–1999: Origen y Desarrollo
La competencia comenzó de manera no oficial en 1976 como un partido entre los Easterns Suburns y los ganadores de la Rugby Football League (antecesora de la Super League) St. Helens. En 1987, tuvo lugar otro encuentro no oficial cuando el presidente de Wigan, Maurice Lindsay, invitó a Manly-Warringah a Central Park.

El primer World Club Challenge oficial fue entre Widnes y Canberra en 1989. Otros tres partidos, cada uno con Wigan, se organizaron a principios de la década de 1990 y un partido de 1994 en Australia. Esta sería la última vez en 20 años que esto sucedería. 
| «Si solo nosotros hubiéramos visto la autenticidad del evento entre Wigan y Brisbane – Una final Mundial para Clubes. Por desgracia, nunca sucederá. Oh, claro, un juego podría organizarse, pero la logística dicta que un lado estaría fuera de temporada, oxidado o cansado, y lejos de casa.»—The Sydney Morning Herald, septiembre de 1992 |

Tras los problemas logísticos del partido de 1994, el torneo se suspendió hasta que se revivió en 1997. Con el estallido de la Guerra de la Super League de Australia en 1995, el World Club Challenge no se volvió a organizar hasta 1997, cuando la competencia se reestructuró para incluir los 22 clubes de la Súper Liga de Australia y la Súper Liga Europea. Con seis rondas en dos hemisferios y un premio en efectivo de $ 1,000,000, la competencia fue excesivamente costosa y supuestamente perdió más de $ 5,000,000. Esto, unido a las bajas calificaciones y la asistencia tanto en Australia como en Europa, llevó a que la competencia se pospusiera por dos temporadas.

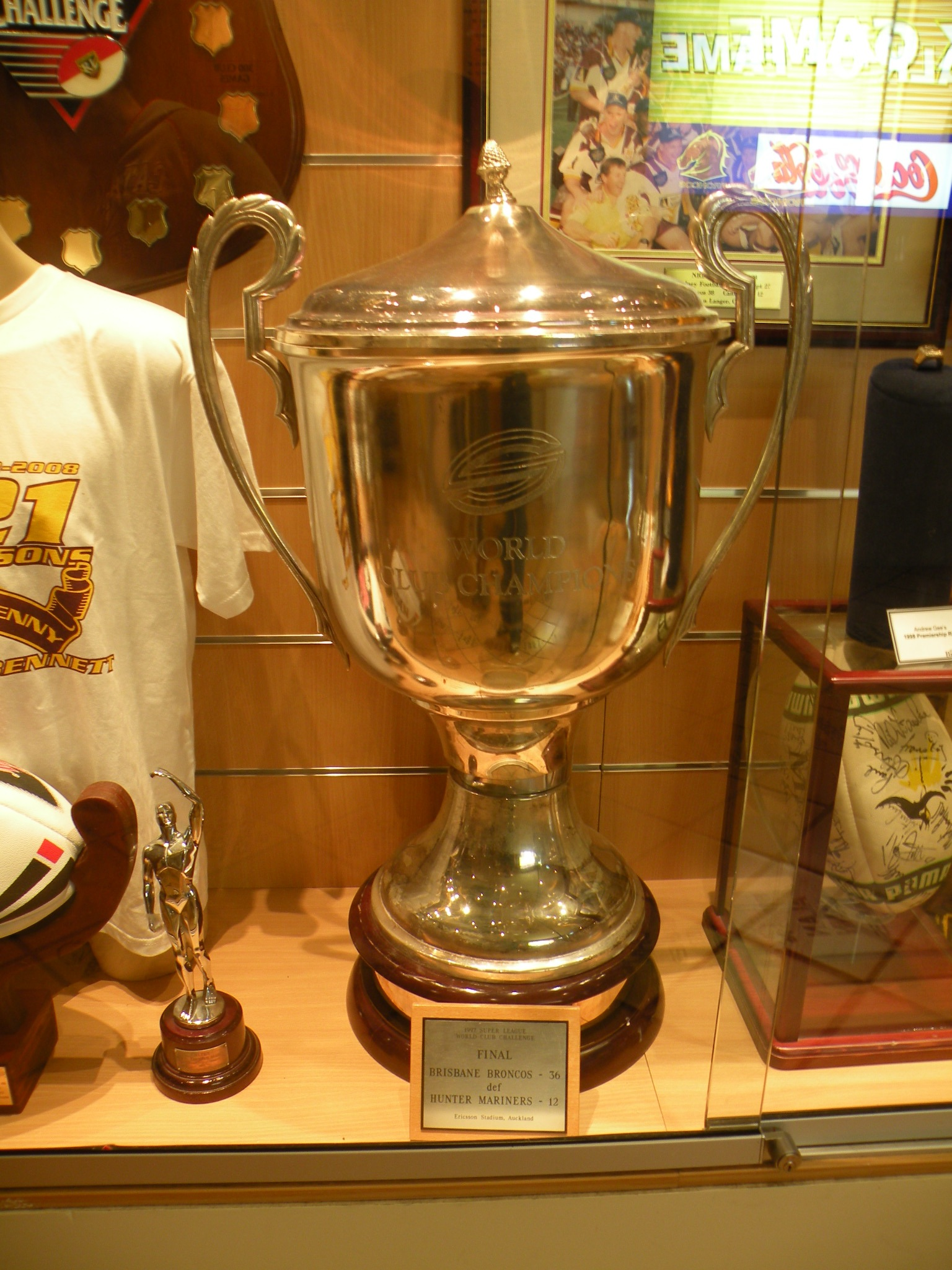
Diseño del Trofeo del 1997

Volviendo a un partido único entre los campeones de ambas Ligas en 1998, se debatió un World Club Challenge como un show de exhibición en Ellis Park en Johannesburgo. Sin embargo, esto no sucedió.

### 2000–2014: competencia regular
Cuando resucitó en 2000, el World Club Challenge se jugó una vez más entre los ganadores de las grandes ligas de Australasia y Europa. Durante este período fue disputado anualmente en el Reino Unido a fines de enero o principios de febrero, antes del comienzo de la temporada de la NRL y la temporada de la Super League. Durante este período, los equipos de la Super League dominaron el torneo ganando 7 de 9 partidos, y esto llevó a un comentarista australiano a ridiculizar la competencia, citando la negativa británica de jugar el juego fuera del Reino Unido, los efectos del desfase horario en un equipo australiano que llegó a Inglaterra solo un par de días antes del partido, y las condiciones invernales fueron las razones del bajo rendimiento de los equipos australianos. Además, los juegos se jugaban al comienzo de la nueva temporada en lugar de al final de la temporada anterior, por lo que los planteles de ambos lados normalmente habían cambiado considerablemente, por lo tanto, los equipos que salieron al campo no eran los que ganaron los respectivos torneos. Por estas razones, la mayoría de los equipos y fanáticos de Australia lo vieron como un simple juego de calentamiento de pretemporada.
Desde el torneo de 2009, su popularidad ha aumentado con multitudes más fuertes y también con equipos australianos que se toman el concepto más en serio, los equipos australianos llegaron antes para aclimatar a los jugadores y a menudo, organizaron juegos de calentamiento con otros equipos de la súper liga, y esto creó una actuación mucho más fuerte y mejores resultados. Esto también llevó a un mayor movimiento para organizar el torneo en Australia. Durante este período, los partidos se organizaron a fines de febrero, aún antes del comienzo de la temporada de la NRL, pero en las primeras etapas de la nueva temporada de la Super League.
A mediados de 2012, se estableció un grupo de trabajo para analizar la viabilidad de llevar a cabo el partido en un lugar neutral o australiano y también en la posibilidad de expandir el torneo. En febrero de 2013, los cambios en el torneo estaban ganando impulso con el NRL y la Super League acordando comenzar a alternar el torneo World Club Challenge entre el Reino Unido y Australia. Estos cambios finalmente se confirmaron en noviembre de 2013, y ambas partes acordaron que el World Club Challenge 2014 sería el primero en Australia desde 1994. Además, a partir de 2015, el torneo también se ampliaría a seis equipos. El regreso del World Club Challenge a Australia en 2014 fue un éxito con un número sólido de espectadores, con los Sydney Roosters venciendo a los Wigan Warriors 36–14. Durante el juego, Michael Jennings de Sídney se convirtió en el primer jugador en anotar un hat trick de tries en un World Club Challenge.

### 2015–2017: Serie Mundial de Clubes
En septiembre de 2014 se anunció que el nombre del World Club Challenge se cambiaría a World Club Series con seis clubes participantes, 3 de cada liga. Tuvo lugar entre el 20 y el 22 de febrero de 2015, y contó con tres partidos, el primero y el segundo esencialmente fueron dos juegos de exhibición y el juego final fue para el trofeo del Campeonato entre los dos primeros lugares y de los restantes partidos son respectivos campeones en años anteriores.
En octubre de 2017, se sugirió que la Serie 2018 podría eliminarse por completo debido a la renuencia de los principales equipos australianos a viajar al Reino Unido para la serie 2017, lo que resultó en que la Serie se redujera a solo dos juegos. En particular, el segundo juego de la serie 2017 solo contó con un equipo invitado de la NRL. Además, la Copa Mundial de Rugby League de 2017 se jugó en Australia a fines de 2017, significó que las pretemporadas para los equipos australianos serían inusualmente cortas antes de la temporada 2018 y, por lo tanto, no querían hacer el viaje a Inglaterra para el Serie 2018 Las Melbourne Storm (2017 NRL Premiers) en particular, se mostraron reacios a viajar, lo que significó que la serie corría peligro de cancelación por primera vez desde la década de 1990, ya que es la tormenta que estaba jugando en el World Club Challenge.
En junio de 2017, la Super League anunció que la ciudad australiana de Wollongong sería la sede del primer juego de la Super League fuera de Europa. Wigan Warriors será "anfitrión" del Hull FC en el partido en el WIN Stadium el sábado 10 de febrero. Además y como parte de este viaje a Australia, Wigan y Hull también jugarían dos juegos de exhibición contra South Sydney Rabbitohs y St. George Illawarra Dragons respectivamente. Estos fueron arreglos por separado y no se consideran parte de la Serie Mundial de Clubes aunque los fanáticos y algunos periódicos lo toman como tal.

### 2018: regreso del World Club Challenge
El 14 de noviembre de 2017, se confirmó que Leeds Rhinos viajaría a Australia para jugar Melbourne Storm en AAMI Park en Melbourne el 16 de febrero de 2018, y que el World Club Challenge volvería a un formato de un partido por primera vez desde 2014. The Storm derrotó a Leeds 38–4 para convertirse en Campeones del Mundo de Clubes para 2018 y también se convirtió en el primer club en tener el NRL Minor Premiership, el NRL Premiership y el World Club Challenge al mismo tiempo desde los Sydney Roosters en 2014. Esta hazaña fue repetida al año siguiente por los Sydney Roosters.

## Finales
| Año                  | Ganador                                | Marcador                               | Perdedor                               | Árbitro                                | Sede                                   | Asistencia                             | Fecha                                  |
| World Club Challenge | World Club Challenge                   | World Club Challenge                   | World Club Challenge                   | World Club Challenge                   | World Club Challenge                   | World Club Challenge                   | World Club Challenge                   |
| -------------------- | -------------------------------------- | -------------------------------------- | -------------------------------------- | -------------------------------------- | -------------------------------------- | -------------------------------------- | -------------------------------------- |
| 1976                 | Eastern Suburbs Roosters               | 25 – 2                                 | St Helens                              | G. Cook                                | Sydney Cricket Ground, Sídney          | 26,865                                 | 29 de junio de 1976                    |
| 1987                 | Wigan                                  | 8 – 2                                  | Manly-Warringah Sea Eagles             | J. Holdsworth                          | Central Park, Wigan                    | 36,895                                 | 7 de octubre de 1987                   |
| 1989                 | Widnes                                 | 30 – 18                                | Canberra Raiders                       | F. Desplas                             | Old Trafford, Trafford                 | 30,786                                 | 4 de octubre de 1989                   |
| 1991                 | Wigan                                  | 21 – 4                                 | Penrith Panthers                       | A. Sablayrolles                        | Anfield, Liverpool                     | 20,152                                 | 2 de octubre de 1991                   |
| 1992                 | Brisbane Broncos                       | 22 – 8                                 | Wigan                                  | D. Hale                                | Central Park, Wigan                    | 17,764                                 | 30 de octubre de 1992                  |
| 1994                 | Wigan                                  | 20 – 14                                | Brisbane Broncos                       | G. McCallum                            | QEII Stadium, Brisbane                 | 54,220                                 | 1 de junio de 1994                     |
| 1997                 | Brisbane Broncos                       | 36 – 12                                | Hunter Mariners                        | G. Annesley                            | Mt Smart Stadium, Auckland             | 10,300                                 | 18 de octubre de 1997                  |
| 2000                 | Melbourne Storm                        | 44 – 6                                 | St Helens                              | S. Cummings                            | DW Stadium, Wigan                      | 13,394                                 | 22 de enero de 2000                    |
| 2001                 | St Helens                              | 20 – 18                                | Brisbane Broncos                       | S. Cummings                            | Reebok Stadium, Bolton                 | 16,041                                 | 26 de enero de 2001                    |
| 2002                 | Bradford Bulls                         | 41 – 26                                | Newcastle Knights                      | S. Cummings                            | Alfred McAlpine Stadium, Huddersfield  | 21,113                                 | 1 de febrero de 2002                   |
| 2003                 | Sydney Roosters                        | 38 – 0                                 | St Helens                              | R. Smith                               | Reebok Stadium, Bolton                 | 19,807                                 | 14 de febrero de 2003                  |
| 2004                 | Bradford Bulls                         | 22 – 4                                 | Penrith Panthers                       | S. Ganson                              | Alfred McAlpine Stadium, Huddersfield  | 18,962                                 | 13 de febrero de 2004                  |
| 2005                 | Leeds Rhinos                           | 39 – 32                                | Bulldogs                               | S. Hampstead                           | Elland Road, Leeds                     | 37,028                                 | 4 de febrero de 2005                   |
| 2006                 | Bradford Bulls                         | 30 – 10                                | Wests Tigers                           | S. Ganson                              | Alfred McAlpine Stadium, Huddersfield  | 19,207                                 | 3 de febrero de 2006                   |
| 2007                 | St Helens                              | 18 – 14                                | Brisbane Broncos                       | S. Clark                               | Reebok Stadium, Bolton                 | 23,207                                 | 23 de febrero de 2007                  |
| 2008                 | Leeds Rhinos                           | 11 – 4                                 | Melbourne Storm                        | A. Klein                               | Elland Road Leeds                      | 33,204                                 | 29 de febrero de 2008                  |
| 2009                 | Manly-Warringah Sea Eagles             | 28 – 20                                | Leeds Rhinos                           | J. Robinson                            | Elland Road, Leeds                     | 32,569                                 | 1 de marzo de 2009                     |
| 2010                 | Melbourne Storm                        | 18 – 10                                | Leeds Rhinos                           | R. Silverwood                          | Elland Road Leeds                      | 27,697                                 | 28 de febrero de 2010                  |
| 2011                 | St George Illawarra Dragons            | 21 – 15                                | Wigan Warriors                         | T. Alibert                             | DW Stadium, Wigan                      | 24,268                                 | 27 de febrero de 2011                  |
| 2012                 | Leeds Rhinos                           | 26 – 12                                | Manly-Warringah Sea Eagles             | A. Klein                               | Headingley Stadium, Leeds              | 21,062                                 | 17 de febrero de 2012                  |
| 2013                 | Melbourne Storm                        | 18 – 14                                | Leeds Rhinos                           | B. Thaler                              | Headingley Stadium, Leeds              | 20,400                                 | 22 de febrero de 2013                  |
| 2014                 | Sydney Roosters                        | 36 – 14                                | Wigan Warriors                         | B. Cummins G. Sutton                   | Allianz Stadium, Sídney                | 31,515                                 | 22 de febrero de 2014                  |
| 2015                 | South Sydney Rabbitohs                 | 39 – 0                                 | St Helens                              | R. Silverwood                          | Langtree Park, St Helens               | 17,980                                 | 22 de febrero de 2015                  |
| 2016                 | North Queensland Cowboys               | 38 – 4                                 | Leeds Rhinos                           | R. Silverwood                          | Headingley Stadium, Leeds              | 19,778                                 | 21 de febrero de 2016                  |
| 2017                 | Wigan Warriors                         | 22 – 6                                 | Cronulla-Sutherland Sharks             | R. Hicks                               | DW Stadium, Wigan                      | 21,011                                 | 19 de febrero de 2017                  |
| 2018                 | Melbourne Storm                        | 38 – 4                                 | Leeds Rhinos                           | G. Sutton B. Cummins                   | AAMI Park, Melbourne                   | 19,062                                 | 16 de febrero de 2018                  |
| 2019                 | Sydney Roosters                        | 20 – 8                                 | Wigan Warriors                         | R. Hicks                               | DW Stadium, Wigan                      | 21,331                                 | 17 de febrero de 2019                  |
| 2020                 | Sydney Roosters                        | 20 – 12                                | St Helens                              | Chris Kendall                          | Totally Wicked Stadium, St Helens      | 16,108                                 | 22 de febrero de 2020                  |
| 2021                 | Cancelado por la Pandemia de COVID-19. | Cancelado por la Pandemia de COVID-19. | Cancelado por la Pandemia de COVID-19. | Cancelado por la Pandemia de COVID-19. | Cancelado por la Pandemia de COVID-19. | Cancelado por la Pandemia de COVID-19. | Cancelado por la Pandemia de COVID-19. |
| 2022                 | Cancelado por la Pandemia de COVID-19. | Cancelado por la Pandemia de COVID-19. | Cancelado por la Pandemia de COVID-19. | Cancelado por la Pandemia de COVID-19. | Cancelado por la Pandemia de COVID-19. | Cancelado por la Pandemia de COVID-19. | Cancelado por la Pandemia de COVID-19. |
| 2023                 | St Helens                              | 13 – 12                                | Penrith Panthers                       | Ashley Klein                           | Penrith Stadium Penrith                | 13,873                                 | 18 de febrero de 2023                  |
| 2024                 | Wigan Warriors                         | 16 – 12                                | Penrith Panthers                       | Liam Moore                             | DW Stadium, Wigan                      | 24,091                                 | 24 de febrero de 2024                  |
| 2025                 | Cancelado por problemas de calendario. | Cancelado por problemas de calendario. | Cancelado por problemas de calendario. | Cancelado por problemas de calendario. | Cancelado por problemas de calendario. | Cancelado por problemas de calendario. | Cancelado por problemas de calendario. |

1 Melbourne fue despojado del título debido a infracciones de tope salarial

### Tabla de rendimiento
| Equipo                        | Ganadores | Finalista | Años ganados                 | Años finalista               |
| ----------------------------- | --------- | --------- | ---------------------------- | ---------------------------- |
| Wigan Warriors                | 5         | 4         | 1987, 1991, 1994, 2017, 2024 | 1992, 2011, 2014, 2019       |
| Sydney Roosters               | 5         | 0         | 1976, 2003, 2014, 2019, 2020 | -                            |
| Leeds Rhinos                  | 3         | 5         | 2005, 2008, 2012             | 2009, 2010, 2013, 2016, 2018 |
| St Helens RFC                 | 3         | 4         | 2001, 2007, 2023             | 1976, 2000, 2003, 2015       |
| Melbourne Storm               | 3         | 1         | 2000, 2010, 2013, 2018       | 2008                         |
| Bradford Bulls                | 3         | 0         | 2002, 2004, 2006             | -                            |
| Brisbane Broncos              | 2         | 3         | 1992, 1997                   | 1994, 2001, 2007             |
| Manly-Warringah Sea Eagles    | 1         | 2         | 2009                         | 1987, 2012                   |
| Widnes Vikings                | 1         | 0         | 1989                         | -                            |
| St. George Illawarra Dragons  | 1         | 0         | 2011                         | -                            |
| South Sydney Rabbitohs        | 1         | 0         | 2015                         | -                            |
| North Queensland Cowboys      | 1         | 0         | 2016                         | -                            |
| Penrith Panthers              | 0         | 4         | -                            | 1991, 2004, 2023, 2024       |
| Canberra Raiders              | 0         | 1         | -                            | 1989                         |
| Hunter Mariners               | 0         | 1         | -                            | 1997                         |
| Newcastle Knights             | 0         | 1         | -                            | 2002                         |
| Canterbury-Bankstown Bulldogs | 0         | 1         | -                            | 2005                         |
| Wests Tigers                  | 0         | 1         | -                            | 2006                         |
| Cronulla-Sutherland Sharks    | 0         | 1         | -                            | 2017                         |

- Melbourne Storm fue despojado de su título de la edición de 2010 World Club Challenge debido a romper el tope salarial; por lo tanto ese año no es reconocido como torneo oficial.

### Victorias por liga
| Liga                  | Triunfos | Años de Campeonato                                                                       |
| --------------------- | -------- | ---------------------------------------------------------------------------------------- |
| Super League          | 15       | 1987, 1989, 1991, 1994, 2001, 2002, 2004, 2005, 2006, 2007, 2008, 2012, 2017, 2023, 2024 |
| National Rugby League | 14       | 1976, 1992, 1997, 2000, 2003, 2009, 2010, 2011, 2013, 2014, 2015, 2016, 2018, 2019, 2020 |

## Sedes
| n  | Ciudad       | Estadio                     | Años                         |
| -- | ------------ | --------------------------- | ---------------------------- |
| 1  | Wigan        | Estadio DW                  | 2000, 2011, 2017, 2019, 2024 |
| 2  | Leeds        | Elland Road                 | 2005, 2008, 2009, 2010       |
| 3  | Horwich      | Estadio Macron              | 2001, 2003, 2007             |
| 4  | Huddersfield | Estadio John Smiths         | 2002, 2004, 2006             |
| 5  | Leeds        | Estadio Headingley Carnegie | 2012, 2013, 2016             |
| 6  | Wigan        | Parque Central              | 1987, 1992                   |
| 7  | Santa Helena | Parque Langtree             | 2015, 2020                   |
| 8  | Sídney       | Sydney Cricket Ground       | 1976                         |
| 9  | Mánchester   | Old Trafford                | 1989                         |
| 10 | Liverpool    | Anfield                     | 1991                         |
| 11 | Brisbane     | Estadio ANZ                 | 1994                         |
| 12 | Auckland     | Estadio Ericsson            | 1997                         |
| 13 | Sídney       | Estadio Allianz             | 2014                         |
| 14 | Melbourne    | Parque AAMI                 | 2018                         |
| 15 | Penrith      | Penrith Stadium             | 2023                         |

### Asistencia

#### Más alta
| Año  | Ciudad   | Estadio     | Asistencia |
| ---- | -------- | ----------- | ---------- |
| 1994 | Brisbane | Estadio ANZ | 54 220     |

#### Más bajo
| Año  | Ciudad   | Estadio          | Asistencia |
| ---- | -------- | ---------------- | ---------- |
| 1997 | Auckland | Estadio Ericsson | 12 000     |